# Snow on the Beach
Snow on the Beach (englisch für „Schnee am Strand“) ist ein Duett der beiden US-amerikanischen Musikerinnen Taylor Swift und Lana Del Rey. Das Stück erschien als Teil von Swifts zehntem Studioalbum Midnights.

## Entstehung und Veröffentlichung
Geschrieben wurde das Lied von den beiden Interpretinnen Lana Del Rey und Taylor Swift, zusammen mit dem Koautoren Jack Antonoff. Die Produktion erfolgte durch die Zusammenarbeit von Antonoff und Swift. Antonoff zeichnete auch für die Aufnahme und Programmierung des Liedes verantwortlich und spielte diverse Instrumente ein, darunter die Akustikgitarre, den Bass, die E-Gitarre, das Mellotron, das Schlagzeug und weitere Schlaginstrumente sowie einen Synthesizer (Juno 6). Die Aufnahmen tätigte Antonoff gemeinsam mit der in Los Angeles wirkenden Laura Sisk. Aufgenommen wurden die verschiedenen Bestandteile des Titels in den US-amerikanischen Städten Brooklyn, Lakeland, Los Angeles, New York City (Electric Lady Studios) und Portland. Als Assistenten fungierten hierbei Dave Gross und Evan Smith. Gross war für die Tonaufnahme der Violine zuständig, Smith für die Aufnahmen des Synthesizers. Beim Einspielen der Instrumente bekam Antonoff Unterstützung durch Bobby Hawk an der Violine, Dylan O’Brien am Schlagzeug und Evan Smith am Synthesizer. Das Mastering tätigte Sterling Sound in Edgewater, unter der Leitung von Randy Merrill. Abgemischt wurde das Lied durch den rumänisch-kanadischen Toningenieur Serban Ghenea von den MixStar Studios in Virginia Beach und seinem Assistenten Bryce Bordone. Des Weiteren fungierten John Rooney, Megan Searl, Jon Sher und Jacob Spitzer als Toningenieure.
Snow on the Beach wurde erstmals am 21. Oktober 2022 als Teil von Taylor Swifts zehntem Studioalbum Midnights veröffentlicht. Die Veröffentlichung erfolgte durch das Musiklabel Republic Records, für den Vertrieb zeichnete Universal Music zuständig. Verlegt wurde das Lied durch EMI Music Publishing, Sony Music Publishing und TASRM Publishing. Um das Lied zu bewerben, wurde einen Tag nach der Albumveröffentlichung ein Lyrikvideo auf YouTube veröffentlicht.

## Hintergrund
Die beiden Musikerinnen Lana Del Rey und Taylor Swift arbeiteten bei Snow on the Beach erstmals zusammen. In einem Instagram-Beitrag betonte Swift, dass sie sehr dankbar darüber sei, zum ersten Mal mit Del Rey zusammenarbeiten zu können. Sie sei ein großer Fan Del Reys und nannte sie eine der besten Musikerinnen der Geschichte. Erstmals bekannt wurde die Zusammenarbeit am 7. Oktober 2022, als Swift Snow on the Beach als letzten Titel für Midnights in ihrer Rubrik „Midnight Mayhem“ auf TikTok präsentierte. Gerüchte über eine mögliche Zusammenarbeit kursierten bereits seit April 2022, als Del Rey ein Bild auf Instagram veröffentlichte, das sie mit Jack Antonoff und Swift zeigte.
Autor und Produzent Jack Antonoff arbeitete dagegen schon Jahre vor der Veröffentlichung von Snow on the Beach mit beiden Musikerinnen zusammen. Mit Del Rey arbeitete er intensiver seit dem Jahr 2019 zusammen, er war unter anderem an den Albumproduktionen zu Norman Fucking Rockwell! und Chemtrails over the Country Club beteiligt. Mit Swift begann er bereits im Jahr 2014 regelmäßig zu arbeiten. Bei ihr wirkte er auf den Alben 1989, Reputation, Lover, Folklore und Evermore mit. Mit beiden Musikerinnen landete er diverse Charthits, darunter Swifts Nummer-eins-Hit Look What You Made Me Do.

## Inhalt
Der Liedtext zu Snow on the Beach ist in englischer Sprache verfasst. Der Musiktitel bedeutet ins Deutsche übersetzt so viel wie „Schnee am Strand“. Die Musik und der Text wurden gemeinsam von Jack Antonoff, Lana Del Rey und Taylor Swift geschrieben und komponiert. Musikalisch bewegt sich das Lied im Bereich der Popmusik. Das Tempo beträgt 110 Schläge pro Minute. Die Tonart ist A-Dur. Inhaltlich geht es in Snow on the Beach darum, dass sich zwei Menschen gleichzeitig ineinander verlieben. Swift erklärte auf TikTok, dass die Vorstellung von „Schnee am Strand“ einen gegensätzlichen Effekt widerspiegeln solle. Es sei zwar selten, dass es dort schneie, könne aber vorkommen und das mache es so fantastisch, genauso wie die Liebe.
Aufgebaut ist das Lied aus zwei Strophen, einem Refrain, einer Bridge und einem Outro. Es beginnt mit der ersten achtzeiligen Strophe, die von Swift gesungen wird. Auf diese folgt erstmals der Refrain, der mit Ausnahme einer von Del Rey gesungenen Zeile auch von Swift interpretiert wird. Zum Ausklang des Refrains endet dieser mit dem sogenannten „Post-Chorus“, der lediglich aus der sich viermal wiederholenden Zeile „Like snow on the beach“ (englisch für „Wie Schnee am Strand“) zusammensetzt. Dieser wird überwiegend von Del Rey gesungen. Der gleiche Aufbau folgt mit der zweiten Strophe, nur dass fortan beide Sängerinnen zu hören sind. Nach dem zweiten „Post-Chorus“ folgt eine fünfzeilige Bridge als Zwischenstück, ehe zum dritten Mal der Refrain einsetzt. In der Bridge referenzieren die beiden Sängerinnen mit der Zeile „Now I’m all for you like Janet“ (englisch für „Jetzt bin ich ganz für dich da, wie Janet“) Janet Jackson und ihren Nummer-eins-Hit All for You. Jackson selbst kommentierte dies mit „I luv it“ (englisch für „Ich liebe es“). Nach diesem endet das Lied mit dem Outro, das wie der „Post-Chorus“ aus der mehrfachen Wiederholung der Zeile „Like snow on the beach“ besteht. Der Refrain verfügt über die Besonderheit, dass sich der Beginn der ersten Zeile immer leicht ändert. Im ersten Refrain heißt es „And it’s like snow at the beach“, im zweiten „Now it’s like snow at the beach“ und im dritten „Are we falling like snow at the beach?“. Neben dem Hauptgesang von Del Rey und Swift ist im Hintergrund die Stimme von Antonoff zu hören.
| „And it’s like snow at the beach. Weird, but fuckin’ beautiful. Flying in a dream. Stars by the pocketful. You wanting me. Tonight feels impossible. But it’s comin’ down. No sound, it’s all around.“ – 1. Refrain, Originalauszug | „Und es ist wie Schnee am Strand. Komisch, aber verdammt wunderschön. Fliege wie in einem Traum. Sterne zu Hauf. Du, wie du mich. heute Nacht willst, das fühlt sich unmöglich an. Aber es fällt herunter. Kein Ton, es ist überall.“ – 1. Refrain, Übersetzung |

## Mitwirkende
Liedproduktion
- Jack Antonoff: Akustikgitarre, Bass, Begleitgesang, E-Gitarre, Komponist, Liedtexter, Mellotron, Musikproduzent, Perkussion, Programmierung, Schlagzeug, Synthesizer, Tonmeister
- Bryce Bordone: Abmischung-Assistenz
- Lana Del Rey: Gesang, Komponist, Liedtexter
- Serban Ghenea: Abmischung
- Dave Gross: Tonmeister-Assistenz
- Bobby Hawk: Violine
- Randy Merrill: Mastering
- Dylan O’Brien: Schlagzeug
- John Rooney: Toningenieur
- Megan Searl: Toningenieur
- Jon Sher: Toningenieur
- Laura Sisk: Tonmeister
- Evan Smith: Synthesizer, Tonmeister-Assistenz
- Jacob Spitzer: Toningenieur
- Taylor Swift: Gesang, Komponist, Liedtexter, Musikproduzent

Unternehmen
- Electric Lady Studios: Tonstudio
- EMI Music Publishing: Verlag
- Henson Recording Studios: Tonstudio
- MixStar Studios: Abmischung
- Pleasure Hill Recording: Tonstudio
- Rough Customer Studio: Tonstudio
- Sound House Studios: Tonstudio
- Sterling Sound: Mastering
- Republic Records: Musiklabel
- Sony Music Publishing: Verlag
- TASRM Publishing: Verlag
- Universal Music: Vertrieb

## Rezensionen
Marvin Tyczkowski von Plattentests.de vergab für das Album Midnights sechs von zehn Punkten. Snow on the Beach beschrieb er als „heißersehntes Gipfeltreffen“ von Del Rey und Swift. Das Lied enttäusche jedoch trotz „schöner Streicher“ ob seiner „Dösigkeit“ und der „reizlosen Verschmelzung“ der beiden Stimmen. Er ist aber der Meinung, einer der „besten Texterinnen“ im Musikgeschäft Raum für ihre Worte und Zeilen zu lassen, sei „freilich“ auch nicht die schlechteste Idee.
Ralf Niemczyk vom Rolling Stone ist der Meinung, dass Del Rey und Swift endlich gemeinsam singen würden. Zwei der charismatischsten und weltweit erfolgreichsten US-Musikerinnen der etwas jüngeren Generation würden gemeinsam marschieren. Ihre Zusammenarbeit sei eine richtungsweisende Fusion der „ästhetischen Pop-Pole“ „Westcoast“ und „irgendwie Country“.

## Kommerzieller Erfolg

### Chartplatzierungen
Obwohl Snow on the Beach nicht als Single ausgekoppelt wurde, konnte es sich aufgrund hoher Einzeldownloads und Streaming in den Charts diverser Länder platzieren. In Deutschland stieg das Lied für eine Chartwoche am 11. November 2022 auf Rang 74 der Singlecharts ein. In Österreich platzierte es sich in der ersten Album-Verkaufswoche auf Rang zwölf am 1. November 2022, dies war in drei Chartwochen zugleich die beste Chartnotierung. In der Schweiz stieg das Lied erstmals am 30. Oktober 2022 auf Rang 16 der Singlecharts ein. Dies war die beste Chartnotierung, insgesamt platzierte sich das Lied vier Wochen in den Top 100. In den britischen Charts stieg das Lied am 28. Oktober 2022 auf Rang vier ein, was die beste Platzierung darstellt. Das Lied konnte sich zwei Wochen in den Top 10 sowie zehn Wochen in den Charts platzieren. In den US-amerikanischen Billboard Hot 100 stieg Snow on the Beach am 30. Oktober 2022 ebenfalls auf Rang vier ein. In acht Chartwochen war dies zugleich die höchste Chartnotierung, es hielt sich eine Woche in den Top 10. Darüber hinaus erreichte das Lied Top-10-Platzierungen in Australien (Rang 3), Irland (Rang 3), Neuseeland (Rang 4) und Portugal (Rang 9).
Für Swift als Interpretin ist dies der 172. Charthit in ihrer Heimat sowie der 64. im Vereinigten Königreich, der 29. in der Schweiz, der 27. in Österreich und der 26. in Deutschland. Es ist ihr 33. Top-10-Hit in den Vereinigten Staaten sowie der 22. in den britischen Singlecharts. Del Rey landete als Interpretin mit Snow on the Beach ihren 32. Charthit im Vereinigten Königreich, den 21. in der Schweiz, je den 15. in Österreich sowie den Vereinigten Staaten und den 14. in Deutschland. Es ist nach Video Games, Born to Die, Summertime Sadness und Don’t Call Me Angel ihr fünfter Top-10-Erfolg im Vereinigten Königreich sowie der zweite nach Summertime Sadness in den Vereinigten Staaten. In ihrer Autorenfunktion ist es der 30. Charterfolg in den britischen Singlecharts, der 20. in der Schweiz, je der 14. in Österreich und den Vereinigten Staaten sowie der 13. in Deutschland. In den Vereinigten Staaten konnte sich bis dato keine Autorenbeteiligung oder Interpretation Del Reys höher in den Charts platzieren, zuvor erreichte sie die beste Platzierung mit Summertime Sadness und dem sechsten Rang. Für Antonoff ist es in seiner Funktion als Autor oder Produzent der 44. Charterfolg in den Vereinigten Staaten, der 30. im Vereinigten Königreich sowie der 17. in der Schweiz. Es ist sein elfter Top-10-Hit in seiner Heimat sowie der neunte im Vereinigten Königreich.
Auf Spotify wurde Snow on the Beach in den ersten 24 Stunden mehr als 15 Millionen Mal angehört und war damit am ersten Tag der erfolgreichste Song einer rein weiblichen Zusammenarbeit in der Geschichte der Plattform. Dieser Rekord wurde bis dahin von Lady Gagas und Ariana Grandes Rain on Me mit 6,7 Millionen Streams gehalten.
| ChartsChartplatzierungen       | Höchstplatzierung | Wochen |
| ------------------------------ | ----------------- | ------ |
| Deutschland (GfK)              | 74 (1 Wo.)        | 1      |
| Österreich (Ö3)                | 12 (3 Wo.)        | 3      |
| Schweiz (IFPI)                 | 16 (4 Wo.)        | 4      |
| Vereinigte Staaten (Billboard) | 4 (8 Wo.)         | 8      |
| Vereinigtes Königreich (OCC)   | 4 (10 Wo.)        | 10     |

### Auszeichnungen für Musikverkäufe
Snow on the Beach wurde am 19. Januar 2023 mit einer Platin-Schallplatte für 80.000 verkaufte Einheiten in Kanada ausgezeichnet, bereits am 9. November 2022 erreichte es Goldstatus. Am 26. Januar 2024 folgte Goldstatus im Vereinigten Königreich für 400.000 verkaufte Einheiten. Weltweit verkaufte sich das Lied laut Schallplattenauszeichnungen über 780.000 Mal und bekam dafür fünf Goldene und vier Platin-Schallplatten.
| Land/Region                  | Auszeichnungen für Musikverkäufe (Land/Region, Auszeichnung, Verkäufe) | Verkäufe |
| ---------------------------- | ---------------------------------------------------------------------- | -------- |
| Australien (ARIA)            | 2× Platin                                                              | 140.000  |
| Brasilien (PMB)              | Platin                                                                 | 40.000   |
| Kanada (MC)                  | Platin                                                                 | 80.000   |
| Mexiko (AMPROFON)            | Gold                                                                   | 70.000   |
| Neuseeland (RMNZ)            | Platin                                                                 | 30.000   |
| Portugal (AFP)               | Gold                                                                   | 5.000    |
| Spanien (Promusicae)         | Gold                                                                   | 30.000   |
| Vereinigtes Königreich (BPI) | Gold                                                                   | 400.000  |
| Insgesamt                    | 4× Gold · 5× Platin ·                                                  | 795.000  |

Hauptartikel: Lana Del Rey/Auszeichnungen für Musikverkäufe